# Karim Toʻlaganov
Karim Toʻlaganov (auch Karim Tulaganow; * 27. August 1973) ist ein ehemaliger usbekischer Boxer. Toʻlaganov war Bronzemedaillengewinner der Asienmeisterschaften 1995 und der Olympischen Spiele 1996.

## Karriere

### Amateur
1995 nahm Toʻlaganov im Mittelgewicht (-71 kg) an den Weltmeisterschaften teil, schied jedoch bereits im ersten Kampf gegen Gayath Tayfour, Syrien (11:8), aus. Im selben Jahr erreichte er bei den Asienmeisterschaften in Taschkent das Halbfinale und errang nach einer Niederlage gegen den späteren Asienmeister Jermachan Ibraimow, Kasachstan (8:7), die Bronzemedaille. Mit diesem Erfolg qualifizierte Toʻlaganov sich auch für die Olympischen Spiele 1996, bei denen er ebenfalls die Bronzemedaille gewann. Im Laufe des Turniers schlug er Oscar Gomez, Argentinien (RSC 3.), Yared Wolde Mariam, Äthiopien (13:9) und Rival Cadeau, Seychellen (RSC 1.), bevor er im Halbfinale gegen den späteren Olympiasieger David Reid, [12:4), verlor.
1997 errang Toʻlaganov die Bronzemedaille der Militärweltmeisterschaften in San Antonio.

### Profi
1999 bestritt Toʻlaganov seinen ersten Profikampf im Mittelgewicht, welchen er jedoch gegen Akmal Aslanov verlor. Nach einer eineinhalbjährigen Pause stieg er wieder in den Ring, verlor jedoch auch diesen Kampf durch TKO in der zweiten Runde gegen Sergey Tatevosyan. Von den folgenden drei Kämpfen gewann er nur einen und beendete 2002 seine erfolglose Profikarriere.